# Reuter Camillo
Reuter Camillo (Resicabánya, 1874. február 11. – Pécs, 1954. december 5.) magyar orvos, egyetemi tanár.

## Életpályája
Apja Reuter Károly (Carl Reuter), bányamérnök az 1850-es években telepedett le Magyarországon. Reuter Camillo az elemi iskolát Aninán, az első gimnáziumi évet Temesváron kezdte, majd a Budapesti VII. kerületi Magyar Állami Főgimnáziumban folytatta és ott is érettségizett. Leginkább a botanika iránt érdeklődött, ezért iratkozott be 1895-ben a Budapesti Tudományegyetem Orvostudományi Karára. Már az egyetemen foglalkozott az idegrendszer betegségeivel. 1901-től 1914 augusztusáig a Moravcsik Ernő Emil vezette ideg- és elmekórtani klinikán alkalmazták, 1904-től mint tanársegéd. 1902-től folyamatosan jelentek meg írásai, leginkább az Orvosi Hetilapban. Számos szócikket írt a Révai nagy lexikona munkatársaként. 1914 júliusában kinevezték a zágrábi helyőrségi kórház 5-600 beteg befogadására szolgáló elme- és idegbeteg osztályának vezető orvosává. Itt írta meg 1916-ban A háború szerepe az elmebajok kóroktanában című tanulmányát. Orvosi munkájáért több kitüntetésben részesült.
1918 januárjában magántanárrá képesítették ideg- és elmekórtanból. 1918 áprilisában kinevezték a pozsonyi Erzsébet Tudományegyetem orvosi karán az elmegyógy- és kórtan tanszékére nyilvános rendes tanárrá. Az egyetemet hamarosan kiutasították Pozsonyból, 1923-ig Budapesten működött.
Pécsett 1923 októberében nyílt meg az Erzsébet Tudományegyetem, amelynek Reuter Camillo a dékánja volt 1925/26-ban és 1943/44-ben, illetve prodékánja 1927/28-ban. A pécsi Ideg- és Elmeklinika igazgatójaként dolgozott a nyugdíjazásáig. A klinika körül kiépített egy komplex szervezetet, arborétumot, virágkertészetet, zöldségeskertet telepített.

## Társadalmi szerepvállalása
- Az 1920-as években bekapcsolódott a pécsi Mecsek Egyesület munkájába, 1935 és 1948 között az egyesület alelnöke volt. A két világháború között élénk turistaélet alakult ki az egyesületben, szerveztek, építkeztek, kb. 300 kilométernyi turistautat hoztak létre, gondoztak. 1935-ben az országban elsőként[3] megalakult az egyesületen belül a Természetvédelmi osztály, amelynek  elnöke Reuter Camillo volt. Munkájuk nyomán a szársomlyói Colchicum hungaricum (magyar kikerics) megkapta az első védett növény státusát. 1945-ben még különböző mecseki területeket szerettek volna védetté nyilvánítani, de ezt már nem sikerült megvalósítani.
- Reuter Camillo a két háború között Pécs társadalmi-kulturális életének más területein is aktívan dolgozott. Egy időben elnöke a Pécs-Baranyamegyei Múzeum-Egyesületnek. Részt vett alapítványok létrehozásában, előadásokat tartott a Szabad Lyceumban. Részt vett a Gyengetehetségű gyermekek iskolájának megalapításában, amely az országban az elsők közé tartozott.

## Gyűjtőmunkája
- Reuter Camillo közéleti aktivitását a gyűjtői szenvedélye egészítette ki.
- Az általa vezetett klinika betegei sokféle tevékenységet folytathattak, a legnevezetesebb a kézművesi munkájuk: kb. 2000 rajz, grafika maradt fenn ezek közül. 1956-ban  dr. Jakab Irén jelentetett meg először egy válogatást a rajzokból (németül és franciául), majd 1998-ban ez a könyv kissé kibővítve magyarul is megjelent. Azóta a gyűjteményre számosan felfigyeltek, kiállítás is nyílt belőlük Pécsen 2010-ben, Brüsszelben 2011-ben, Budapesten 2014-ben. A gyűjteményt ma Pécsett a PTE KK Pszichiátriai és Pszichoterápiás Klinika őrzi.
- Neves könyvgyűjtő volt, gyűjtötte a pszichiátriai szakirodalmat, lexikonokat, tudományos és szépirodalmi anyagot, régi és bibliofil kiadásokat. 1947-ben a pécsi egyetemnek ajándékozott 20 ezer kötetet a könyvtárából.
- Gyűjtötte Pécs és Baranya bibliográfiáját, helyneveit (ezt a munkát folytatta fia, ifj. Reuter Camillo erdőmérnök, helynévkutató 1920-1987). Írásai jelentek meg a helyi sajtóban.
- A könyvek mellett gyűjtött ex libriseket, bélyegeket, térképeket. Nagy herbáriuma Budapestre került, a Magyar Természettudományi Múzeumba, de 1956-ban elpusztult.

## Főbb művei
- A háború szerepe az elmebajok kóroktanában. Gyógyászat, 1916, 44/45. szám
- Mecsek és a turistaság. Pécs, 1931 (6 lap)
- Természetvédelem a Mecseken. MEÉ, 1933, 5-11.
- Az alvás, az álom és az álmatlanság. (Danubia RT. Könyvkiadó Bizománya, Pécs, 1934)
- A gyöngetehetségű gyermekről (Magyar tanítók könyvtára 2. Budapest, 1938, 4 lap)